# جان فلوریو
جان فلوریو (انگلیسی: John Florio،۱۵۵۳ – ۱۶۲۵)، به ایتالیایی جُوانی فلوریو (ایتالیایی: Giovanni Florio [dʒoˈvanni ˈflɔ:rjo]) شناخته می‌شود؛ یک فرهنگ‌نویس، زبان‌شناس و معلم زبان خصوصی در دربار جیمز اول و اهل بریتانیا بود. وی را از دوستان اثرگذار ویلیام شکسپیر می‌دانند. وی همچنین نخستین مترجم آثار میشل دو مونتنی به زبان انگلیسی بود.
او در لندن از والدین با تبار انگلیسی-ایتالیایی به دنیا آمد. پدرش زادهٔ توسکانی بود. فلوریو در سال ۱۵۸۰ میلادی با الین، خواهر ساموئل دانیلِ شاعر ازدواج کرد. او در فولام به سال ۱۶۲۵ میلادی درگذشت.